# Giải vô địch bóng đá trong nhà Đông Nam Á 2003
'Giải vô địch bóng đá trong nhà Đông Nam Á 2003 (AFF Futsal Championship 2005) là giải bóng đá giữa các đội tuyển bóng đá trong nhà các quốc gia Đông Nam Á lần đầu tiên do Liên đoàn bóng đá Đông Nam Á tổ chức tại Kuantan, Malaysia từ ngày 1 đến ngày 6 tháng 7 năm 2003.

## Vòng bảng
| Đội tuyển   | số trận | thắng | hoà | thua | bàn thắng | bàn thua | điểm |
| ----------- | ------- | ----- | --- | ---- | --------- | -------- | ---- |
| Thái Lan    | 5       | 5     | 0   | 0    | -         | -        | 15   |
| Malaysia    | 5       | 4     | 0   | 1    | -         | -        | 12   |
| Indonesia   | 5       | 3     | 0   | 2    | -         | -        | 9    |
| Campuchia   | 5       | 1     | 0   | 4    | -         | -        | 3    |
| Brunei      | 5       | 1     | 0   | 4    | -         | -        | 3    |
| Philippines | 5       | 1     | 0   | 4    | -         | -        | 3    |

## Tranh hạng 3
|  | v |  |
|  | - |  |
|  |   |  |

## Chung kết
|  | v |  |
|  | - |  |
|  |   |  |

## Đội vô địch
| Vô địch giải bóng đá trong nhà Đông Nam Á 2003 Thái Lan Lần đầu tiên |